# SNCAC マルティネ
SNCAC マルティネ
SNCAC NC 702 マルティネ
- 用途：練習機/小型輸送機
- 製造者：SNCAC
- 運用者：フランス空軍、フランス海軍、エールフランス
- 初飛行：1944年
- 生産数：350機
- 運用開始：1945年
- 退役：1963年

SNCAC マルティネ （SNCAC Martinet）は、ドイツで設計されフランスで製造された双発単葉の軍用練習機/小型輸送機である。本機はフランス軍と1940年代終わりから少数機がフランスの航空会社で運用された。

## 開発
ドイツの戦争遂行を支援するためにブールジュにあるSNCAC工場はドイツ空軍向けに455機のジーベル Si 204小型輸送機の生産を命じられた。1942年に生産が始まり、占領からの解放により生産中止となるまでに168機が納入された。フランスはこの機体の生産継続を決定し、NC.700と命名した。1機のみの試作機であるNC.700はルノー 12S-00エンジン（ドイツのアルグス As 411の派生型）を搭載して製造された。この機体名称は元々ドイツ空軍向けに製造する予定の少数機にも使用されたがフランス空軍向けの機体に転用された。
この後SNCACは、Si 204Dを基にしたガラス張りの段無し機首を持ちルノー 12Sエンジンを搭載したNC.701 マルティネとSi 204Aを基にした段付き機首を持つNC.702 マルティネという2種類の派生型を製造した。

## 運用の歴史
マルティネはフランス空軍とフランス海軍の双方に就役し、最後の機体は1963年まで使用されていた。少数がエールフランスを含む民間航空会社で使用されたが、直ぐにダグラス DC-3の様なより大型の機体に代替された。フランスの郵便事業でも数機が使用されたが、1946年7月のF-BBFA機の事故の後で飛行停止となった。IGNでは写真探査活動に使用され、少数がポーランドやスウェーデンに輸出されて地図作成用空中写真撮影に使用された。

## 派生型
NC.700
ルノー 12S エンジンを搭載したSi-204。試作機1機のみ。
NC.701
Si-204Dを基にしたガラス張りの機首と複式操縦装置を備える練習機型。通信士訓練生5名が搭乗可能。
NC.702
Si-204Aを基にした8名分の座席を備える輸送機型。

## 運用
フランス
- エールフランス
- フランス空軍
- フランス海軍

 モロッコ
 ポーランド
 スウェーデン

## 現存機
- NC.702 '282：フランスのConservatoire de l'Air et de l'Espace d'Aquitaine
- NC.702 '331：ドイツのドイツ技術博物館
- SE-KAL：スウェーデン ストックホルム アーランダの航空宇宙博物館

## 要目 (NC.701)
出典: EAA
諸元
- 乗員: 2
- 定員: 5（訓練生）
- 全長: 12.57 m （41 ft 3 in）
- 全高: 3.30 m （10 ft 10 in）
- 翼幅: 21.28 m（69 ft 10 in）
- 翼面積: 46 m2 （495 ft2）
- 空虚重量: 3,965 kg （8,741 lb）
- 運用時重量: 5,735 kg （12,643 lb）
- 動力: ルノー 12S-00 空冷 倒立V型12気筒エンジン、440 kW （590 hp）   × 2

性能
- 最大速度: 350 km/h  218 mph
- 航続距離: 1,700 km  1,056 miles
- 実用上昇限度: 7,500 m （24,600 ft）